# عبد الرحمن بن عسيلة الصنابحي
عبد الرحمن بن عسيلة الصنابحي يعرف بـالصنابحي المرادي، نزيل دمشق، المتوفى عام: هـ هـ، كنيته أبو عبد الله، أصله من مراد، من رواة الحديث، يعد من الطبقة الأولى من فقهاء التابعين بمصر. روى عن أبي بكر وعمر، وبقي إلى زمن عبد الملك بن مروان، وكان يجلس معه على السرير. قال الذهبي: "قدم المدينة بعد وفاة النبي ﷺ بخمس ليال، وصلى خلف الصديق".
عن مرثد بن عبد الله عن عبد الرحمن بن عسيلة قال: ما فاتني النبي ﷺ إلا بخمس ليال قبض وأنا بالجحفة.
قال ابن سعد في الطبقات الكبرى: «أخبرنا عبد الله بن نمير عن محمد بن إسحاق عن يزيد بن أبي حبيب عن مرثد بن عبد الله اليزني عن عبد الرحمن بن عسيلة الصنابحي قال ما فاتني رسول الله صلى الله عليه وسلم إلا بخمس ليال توفي رسول الله وأنا بالجحفة فقدمت على أصحابه متوافرين فسألت بلالا عن ليلة القدر فقال ليلة».
قال ابن معين: بقي إلى زمن عبد الملك بن مروان، وكان يجلس معه على السرير روى عن أبي بكر، قال: وعبد الله الصنابحي يشبه أن يكون له صحبة. وقال ابن المديني: الذي روى عنه قيس بن أبي حازم في الحوض وهو الصنابح بن الأعسر الأحمسي له صحبة.

## اسمه ونسبته
عبد الرحمن بن عسيلة الصنابحي تابعي مشهور وهو صاحب أبي بكر الصديق، وهو غير: الصنابح بن الأعسر العجلي الأحمسي. وقد ذكر ابن حجر ذلك من خلال ترجمته للصنابح فقال: ووقع في رواية ابن المبارك ووكيع عن إسماعيل: «الصنابحي» بزيادة ياء، وقال الجمهور من أصحاب إسماعيل بغير ياء وهو الصواب، ونص ابن المديني والبخاري ويعقوب بن شيبة وغير واحد على ذلك. قال أبو عمر روى عن الصنابح هذا قيس بن أبي حازم وحده وليس هو الصنابحي الذي روى عن أبي بكر الصديق وهو منسوب إلى قبيلة من اليمن وهذا اسم لا نسب وذاك تابعي وهذا صحابي وذاك شامي وهذا كوفي. وذكر ابن حجر: أن كلا منهما قيل فيه صنابح وصنابحي لكن الصواب في ابن الأعسر أنه صنابح بغير ياء وفي الآخر بإثبات الياء ويظهر الفرق بينهما بالرواية عنهما..
يعد عبد الرحمن بن عسيلة الصنابحي من أئمة التابعين في مصر، ومن فقهائها وأعلامها. كما أنه شامي باعتبار أنه سكن الشام وكانت وفاته بدمشق. ويقال له: المرادي حيث نسبه إلى مراد من أكبر قبائل اليمن، وذكر ابن سعد في الطبقات نسبتة إلى حِمْيَر اليمنية، وحِمْيَر بكسر الحاء المهملة وسكون الميم وفتح الياء آخره: أبو قبيلة، تنسب إليه قبائل حِمْيَر ومملكة حمير.

## روايته
حدث عن أبي بكر الصديق وعمر بن الخطاب ومعاذ بن جبل وبلال بن رباح وعبادة بن الصامت وشداد بن أوس وغيرهم.
حدث عنه: مرثد اليزني وعدي بن عدي وعطاء بن يسار ومكحول وأبو عبد الرحمن الحبلي وغيرهم. وروى عنه: ربيعة بن يزيد، فسماه عبد الله.

## مكانته العلمية
كانت له مكانة علمية حيث يعد من رواة الحديث، قال ابن كثير في البداية والنهاية: عبد الرحمن بن عسيلة، أبو عبد الله المرادي الصنابحي، كان من الصلحاء، وكان عبد الملك يجلسه معه على السرير، وكان عالما فاضلا، توفي بدمشق. وذكره ابن سعد في الطبقات الكبرى وقال: عبد الرحمن بن عسيلة الصنابحي من حمير ويكنى أبا عبد الله وكان ثقة قليل الحديث روى عن أبي بكر وعمر وبلال. عده أبو إسحاق الشيرازي في الطبقة الأولى من فقهاء التابعين بمصر، وقال: ومنهم: عبد الرحمن بن عسيلة الصنابحي، وأبو تميم عبد الله بن مالك الجيشاني، وهما من أصحاب عمر.

## وفاته
كانت وفاته بدمشق في بلاد الشام. ولم يذكر تاريخ وفاته على وجه التحديد، لكن ذكر أصحاب التراجم أنه عاش في حقبة كبار التابعين، وقد ذكر ابن معين أنه: بقي إلى زمن عبد الملك ابن مروان، وكان يجلس معه على السرير.